# Нова-Итарана
Нова-Итарана (порт. Nova Itarana)  —  муниципалитет в Бразилии, входит в штат Баия. Составная часть мезорегиона Юго-центральная часть штата Баия. Входит в экономико-статистический микрорегион Жекие. Население составляет 6560 человек на 2006 год. Занимает площадь 456,256 км². Плотность населения — 14,4 чел./км².

## Статистика
- Валовой внутренний продукт на 2003 год составляет 11 418 629,00 реалов (данные: Бразильский институт географии и статистики).
- Валовой внутренний продукт на душу населения на 2003 год составляет 1736,67 реалов (данные: Бразильский институт географии и статистики).
- Индекс развития человеческого потенциала на 2000 год составляет 0,568 (данные: Программа развития ООН).